# LBGT Uganda
LBGT Uganda er en dansk dokumentarfilm instrueret af Ann-Sofie Grarup og Anna Josefine Jakobsen.

## Handling
I Uganda er det ulovligt at være i et forhold med en af samme køn. Bliver man opdaget, kan man risikere fængsel på livstid. Udover lovgivningen på området er der næsten fuld garanti for livslang diskrimination, hvis lokalsamfundet finder ud af at man er en LGBT+ person. Det er den virkelighed, vores hovedperson Alexa Human lever i. Filmen er et portræt af 25-årige Alexa, der er transmand og bor i det vestlige Uganda. Fordi han er transmand, har han mange ar på sjælen og er nødt til altid at tænke på sin egen sikkerhed.